# توريرت (إدا ومرتيني)
توريرت هو دُوَّار يقع بجماعة سيدي بوعل، إقليم تارودانت، جهة سوس ماسة في المملكة المغربية. ينتمي الدوّار لمشيخة إدا ومرتيني التي تضم 13 دوار. يقدر عدد سكانه بـ 235 نسمة حسب الإحصاء الرسمي للسكان والسكنى لسنة 2004.

## روابط خارجية
- البوابة الوطنية للجماعات الترابية نسخة محفوظة 12 مارس 2018 على موقع واي باك مشين.
- المندوبية السامية للتخطيط